# Річія війчаста
Річія війчаста (Riccia ciliata) — вид печіночників родини річієвих (Ricciaceae).

## Поширення
Зареєстрований у Європі, Африці, Північній Америці.